# Internationales Gericht
Ein internationales Gericht ist ein Organ der Rechtsprechung, dessen Träger mehrere Staaten und/oder internationale Organisationen sind. Die Richter haben verschiedene Staatsangehörigkeiten und werden von den Trägern des Gerichtes bzw. seinen Mitgliedern gewählt.

## Universelle Gerichte
Universelle Gerichte stehen potentiell allen Staaten offen. Allerdings wendet lediglich der Internationale Gerichtshof das Völkerrecht ohne Beschränkung auf ein bestimmtes Vertragssystem oder auf Spezialmaterien an.
- Internationaler Gerichtshof in Den Haag, errichtet durch die Charta der Vereinten Nationen vom 26. Juni 1945.
- Internationaler Seegerichtshof in Hamburg, errichtet durch das Seerechtsübereinkommen der Vereinten Nationen vom 10. Dezember 1982.
- Panels der Welthandelsorganisation und der Appellate Body sind die Gerichtsinstitutionen des Streitbeilegungsmechanismus der WTO. Entscheidungen dieser Organe müssen vom Dispute Settlement Body angenommen werden. Die entsprechenden Regeln stehen im Dispute Settlement Understanding.
- Ständiger Schiedshof in Den Haag (kein Gericht im eigentlichen Sinne).

## Gerichte regionaler Wirtschafts- und Integrationszonen
Neben den universellen Gerichten existieren zahlreiche Gerichte regionaler Wirtschafts- und Integrationszonen. Ihre Zuständigkeit erstreckt sich maximal auf den Geltungsbereich der den jeweiligen Zonen zugrunde liegenden Verträge.
Auswahl:
- Europäischer Gerichtshof in Luxemburg.
- Gericht der Europäischen Union in Luxemburg.
- EFTA-Gerichtshof in Luxemburg.
- Einheitliches Patentgericht in Paris und München mit Lokal- und Regionalkammern in verschiedenen Mitgliedsstaaten der Europäischen Union
- Vergleichs- und Schiedsgerichtshof der OSZE in Genf ist ein Organ der Organisation für Sicherheit und Zusammenarbeit in Europa.
- Wirtschaftsgericht der Gemeinschaft Unabhängiger Staaten ist ein Gerichtshof für die GUS-Staaten und hat seinen Sitz in Minsk (Belarus).
- Gerichtshof der Afrikanischen Union. Der Gründungsakt der Afrikanischen Union von 2000 und ein Zusatzprotokoll von 2003 sahen die Bildung dieses Gerichtshofs vor, der aber mangels Ratifikation des Zusatzprotokolls faktisch nie errichtet wurde. Er soll durch ein Protokoll vom 1. Juli 2008 mit dem Afrikanischen Gerichtshof für Menschenrechte und die Rechte der Völker verschmolzen werden zum African Court of Justice and Human Rights; bislang (Stand: 27. Januar 2011[1]) wurde dieses Protokoll von lediglich drei Staaten ratifiziert.
- Gerichtshof der Andengemeinschaft in Quito (Ecuador).
- Zentralamerikanischer Gerichtshof in Managua (Nicaragua).
- Gerichtshof der Karibischen Gemeinschaft in Port of Spain (Trinidad und Tobago).

## Gerichte für Menschenrechte
Gerichte für Menschenrechte wurden bisher im Rahmen der drei kontinentalen Menschenrechtssysteme in Europa, Amerika und Afrika errichtet.
- Europäischer Gerichtshof für Menschenrechte in Straßburg. Dieser Gerichtshof wurde errichtet durch die Europäische Menschenrechtskonvention, welche im Rahmen des Europarats ausgearbeitet worden war.
- Interamerikanischer Gerichtshof für Menschenrechte in San José (Costa Rica). Dieser Gerichtshof wurde errichtet durch die Amerikanische Menschenrechtskonvention, welche im Rahmen der Organisation Amerikanischer Staaten ausgearbeitet worden war.
- Afrikanischer Gerichtshof für Menschenrechte und die Rechte der Völker in Arusha (Tansania). Dieser Gerichtshof wurde errichtet durch ein Zusatzprotokoll von 1998 zur Afrikanischen Charta der Menschenrechte und der Rechte der Völker, welche im Rahmen der Organisation für Afrikanische Einheit ausgearbeitet worden war. Er nahm 2006 seine Arbeit auf. Durch ein Protokoll vom 1. Juli 2008 soll er mit dem – nicht existenten – Gerichtshof der Afrikanischen Union verschmolzen werden zum African Court of Justice and Human Rights; das Protokoll wurde bislang (Stand: 27. Januar 2011[1]) von lediglich drei Staaten ratifiziert.

## Internationale Strafgerichte
Internationale Strafgerichte wenden insbesondere das Völkerstrafrecht an.
- Internationaler Militärgerichtshof (1945 bis 1946 in Nürnberg), errichtet durch das Londoner Statut vom 8. August 1945 - (sog. Nürnberger Prozesse).
- Internationaler Militärgerichtshof für den Fernen Osten (1946 bis 1948 in Tokyo) - basierte im Unterschied hierzu nicht auf einem völkerrechtlichen Vertrag, sondern auf einem Erlass des Oberbefehlshabers der alliierten Streitkräfte vom 19. Januar 1946.
- Internationaler Strafgerichtshof in Den Haag, errichtet durch das Rom-Statut vom 17. Juli 1998.

### Ad-hoc-Strafgerichtshöfe der Vereinten Nationen
Die Errichtung von Ad-hoc-Strafgerichtshöfen erfolgt nach Kapitel VII der Charta der Vereinten Nationen. Während völkerrechtliche Verträge grundsätzlich nur zwischen den Vertragsparteien Rechtswirkung entfalten, verpflichtet eine Maßnahme nach Artikel VII VN-Charta sämtliche Mitgliedstaaten der Vereinten Nationen. Bisher errichtete Ad-hoc-Strafgerichte:
- Internationaler Strafgerichtshof für das ehemalige Jugoslawien (ICTY) in Den Haag, errichtet durch Resolution 827 des Sicherheitsrats der Vereinten Nationen vom 25. Mai 1993.
- Internationaler Strafgerichtshof für Ruanda (ICTR) in Arusha (Tansania), errichtet durch Resolution 955 des Sicherheitsrats der Vereinten Nationen vom 8. November 1994.
- Internationaler Residualmechanismus für die Ad-hoc-Strafgerichtshöfe (MICT), errichtet durch Resolution 1966 des Sicherheitsrats der Vereinten Nationen vom 22. Dezember 2010 als Nachfolgeeinrichtung des ICTY und des ICTR.

### Hybride Strafgerichte
Eine dritte Generation internationaler Strafgerichte sind sogenannte gemischt-internationale, semi-internationale oder hybride Strafgerichte. Sie haben sowohl nationale als auch völkerrechtliche Rechtsgrundlagen und setzen sich aus nationalen und internationalen Richterinnen und Richtern zusammen. Letztere werden überwiegend, aber nicht immer von den Vereinten Nationen berufen. Zumeist sind diese hybriden Gerichte Teil des nationalen Gerichtssystems; Träger ist dann allein der jeweilige Staat.
- Kosovo Specialist Chambers and Specialist Prosecutor’s Office, Gerichte im Kosovo, hybridisiert durch die UNMIK Regulations 2000/6 vom 15. Februar 2000, 2000/34 vom 27. Mai 2000 und 2000/64 vom 15. Dezember 2000.
- Serious Crimes Panels bei Gerichten in Dili (Osttimor), errichtet durch die UNTAET Regulation 2000/15 vom 6. Juni 2000.
- Sondergerichtshof für Sierra Leone in Freetown (Sierra Leone), errichtet durch ein Abkommen vom 16. Januar 2002 zwischen Sierra Leone und den Vereinten Nationen.
- Rote-Khmer-Tribunal in Phnom Penh (Kambodscha), errichtet durch ein Abkommen vom 6. Juni 2003 zwischen Kambodscha und den Vereinten Nationen.
- Sondertribunal für den Libanon, hybrider Gerichtshof, errichtet nach Kapitel VII der UN-Charta zur strafjuristischen Aufarbeitung des Attentats auf den ehemaligen libanesischen Ministerpräsidenten Rafiq al-Hariri.
- War Crimes Chamber beim Staatsgerichtshof in Sarajewo (Bosnien und Herzegowina).
- Oberster Irakischer Strafgerichtshof in Bagdad, der die Möglichkeit der Beteiligung internationaler Richter vorsieht, wenngleich es hierzu bislang noch nicht gekommen ist.
- Außerordentliche Afrikanische Kammern (Extraordinary African Chambers) im Senegal, errichtet aufgrund eines Abkommens vom 22. August 2012 zwischen Senegal und der Afrikanischen Union, zuständig insbesondere im Strafverfahren gegen den ehemaligen Präsidenten des Tschad Hissène Habré.

## Verwaltungsgerichte internationaler Organisationen
Verschiedene internationale Organisationen haben oder hatten, insbesondere aufgrund ihrer besonderen Rechtsstellung beziehungsweise Gerichtsfreiheit in ihrem Sitzland, eigene Verwaltungsgerichte zur Klärung von dienstrechtlichen Angelegenheiten ihrer Mitarbeiter. Zu diesen Gerichten zählen unter anderem:
- Verwaltungsgericht des Völkerbundes (1927–1946)
- Verwaltungsgericht der Internationalen Arbeitsorganisation (seit 1946), zuständig für die Mitarbeiter von mehr als 50 Organisationen
- Verwaltungsgericht der Vereinten Nationen (1949–2009), abgelöst durch das Gericht der Vereinten Nationen für dienstrechtliche Streitigkeiten und Berufungsgericht der Vereinten Nationen
- Verwaltungsgericht der Organisation Amerikanischer Staaten (seit 1971)
- Verwaltungsgericht der Weltbank (seit 1980)
- Verwaltungsgericht des Internationalen Währungsfonds (seit 1994)
- Gericht für den öffentlichen Dienst der Europäischen Union (2004–2016)